# Felipe Camiroaga

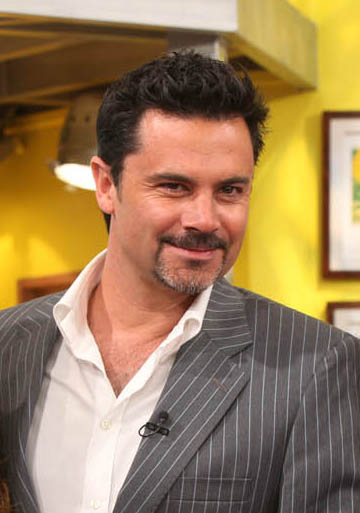

Felipe Humberto Camiroaga Fernández, född 8 oktober 1966 i Santiago, död 2 september 2011 utanför Juan Fernández-öarna, var en chilensk programledare i tv. Han var programledare för TVN:s talkshow Buenos días a todos och var vid sin död en av Chiles mest populära tv-personligheter.
Den 2 september 2011 omkom Camiroaga tillsammans med sitt tv-team i en flygolycka utanför Juan Fernández-öarna, en olycka som krävde totalt 21 dödsoffer.